# Sant Pargòli
Sant Pargòli (en francès Saint-Pargoire) és un municipi occità del Llenguadoc, situat al departament de l'Erau i a la regió d'Occitània.